# Касаба
Касаба је мање провинцијално муслиманско место отвореног типа, чије се становништво претежно бавило градском привредом. У нашим крајевима то је данас историјски назив за веома мало насеље градског вида на некадашњим просторима Османског царства. 

## Порекло назива
Реч касаба је турског порекла, у значењу: мали град, градић, варошица. Међутим, реч је преузета из арапског језика, у значењу тврђава, утврђено насеље, па је блиска појму средњовековног града.
У турском и бугарском језику, она означава мали град, али у српском језику она има уже значење и првенствено се односи на веома мало и неразвијено градско насеље.

## Објашњење појма
Да би насеље у Османском царству добило звање касабе било неопходно да поседује џамију, мектеб, хамам, а понекад и хан, односно караван-сарај.

## Касабе на тлу Србије
На тлу данашње Србије званично су постојале три касабе:
- Палеж (данас Обреновац),
- Митровица (данас Мачванска Митровица) и
- Лешница.

Општа слика касаба је била веома неповољна, пошто су то била запуштена и комунално неопремљена насеља.
Све три касабе су током 19. века прерасле првобитну улогу и постале варошице.